# Kredka

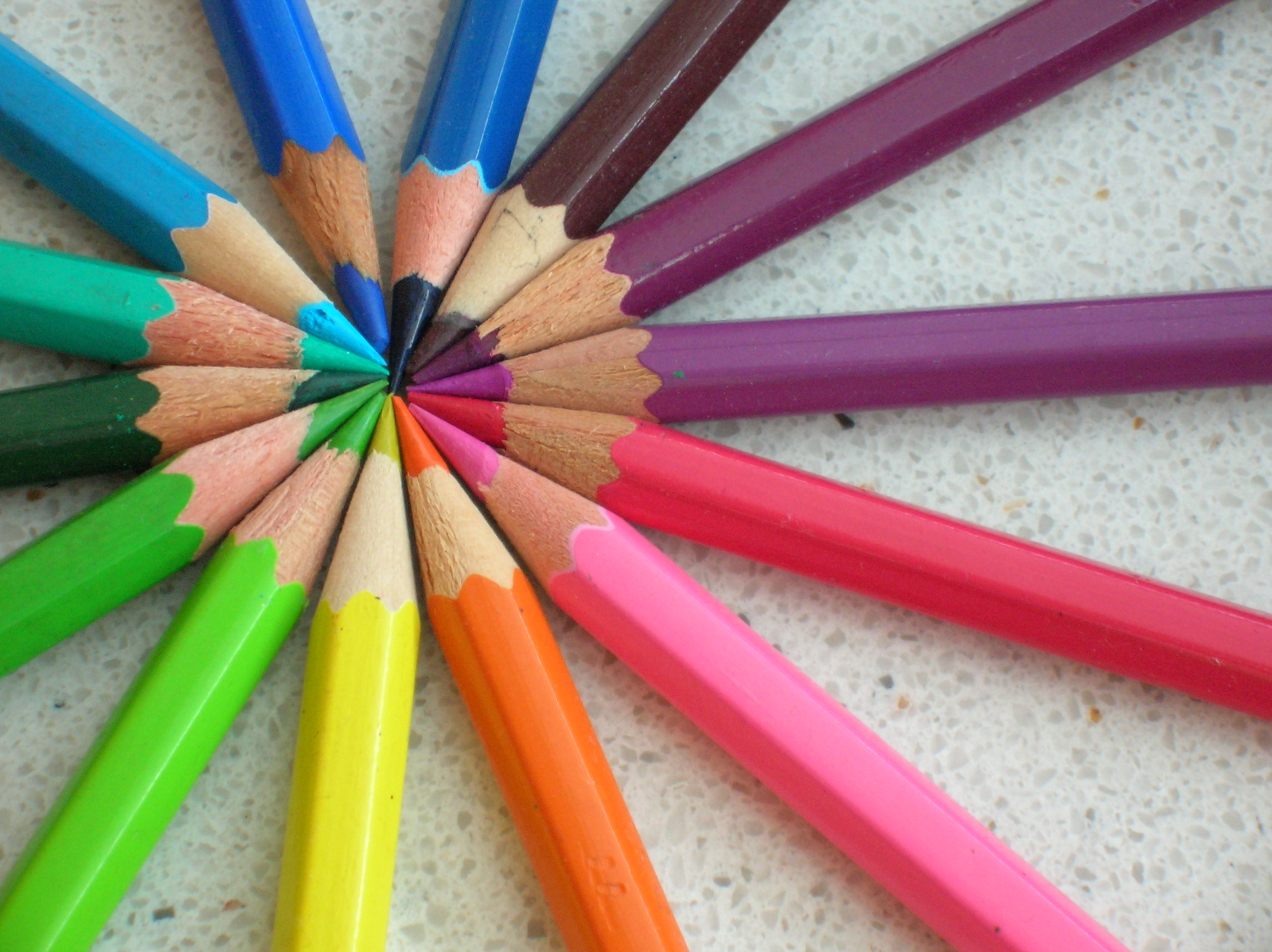
Kredki z węgla drzewnego

Kredka – przyrząd do pisania i rysowania, wykonany z kolorowego pastelu, węgla drzewnego, kredy lub innego materiału.

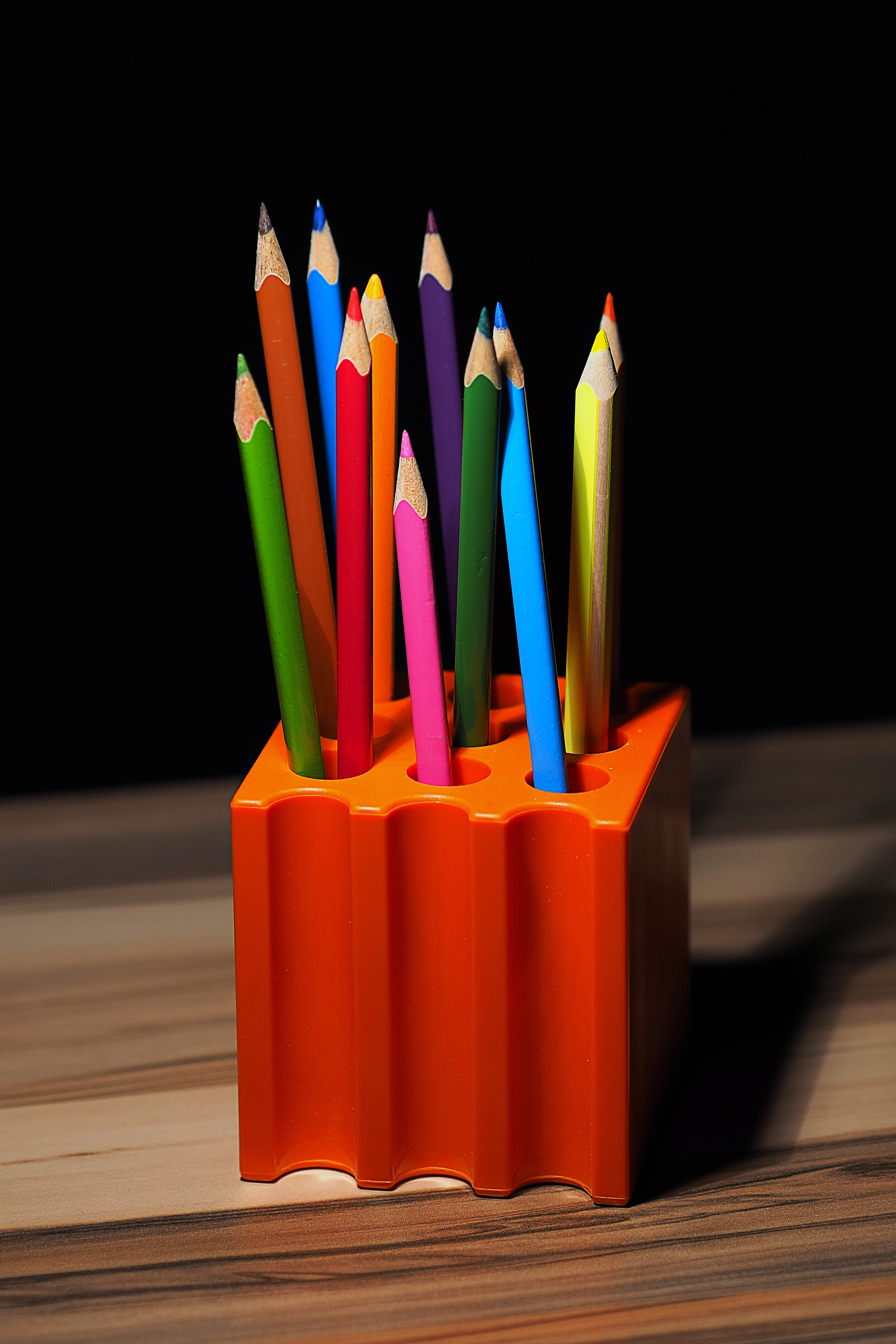
Pojemnik na ołówki z kolorowymi kredkami

Według Słownika języka polskiego słowo „kredka” oznacza: „kolorowy grafit w drewnianej lub plastikowej oprawce, służący do rysowania i pisania” lub też „kolorową laseczkę z masy przypominającej wosk, służącą do rysowania i pisania”.
Kredki można podzielić na ołówkowe (w których kolorowany węgiel drzewny znajduje się wewnątrz drewnianej oprawki), akwarelowe, artystyczne, pastelowe i świecowe.
Kredki są często używane do rysowania i kolorowania przez dzieci i architektów. Są proste w użyciu, nietoksyczne i dostępne w szerokiej gamie barw. Wśród dostępnych kolorów występuje też biała kredka. Słynne cykle rysunków białą kredką tworzył Artur Grottger. Dodatkowo biała kredka może służyć do rozjaśnienia ciemniejszych kolorów lub nadania cienia na tworzonym rysunku.
Wiele ze swoich rysunków stworzył kredkami hiszpański artysta Picasso.